# Sedum wangii
Sedum wangii là một loài thực vật có hoa trong họ Crassulaceae. Loài này được S.H. Fu miêu tả khoa học đầu tiên năm 1951.